# Osmanisch-saudischer Krieg

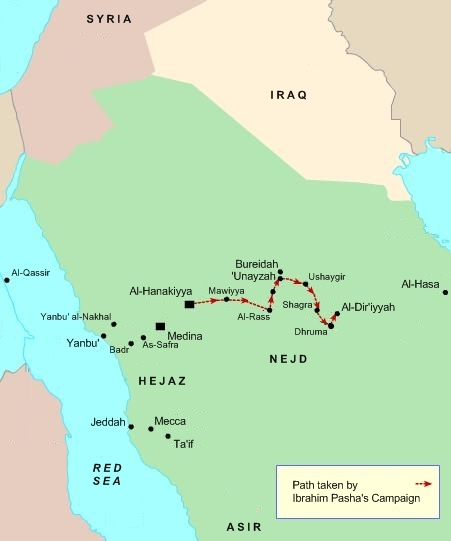
Der Feldzug Ibrahims gegen die Wahhabiten

Der osmanisch-saudische Krieg (auch bekannt als frühe Arabische Revolte) war eine Auseinandersetzung zwischen dem Osmanischen Reich unter Mahmud II. und einem Bündnis von Beduinenstämmen im Gebiet des heutigen Saudi-Arabien geführt von Saud I. ibn Abd al-Aziz, ab 1814 von dessen Sohn Abdallah I. ibn Saud.

## Auslöser
Muhammad ibn Saud aus der Dynastie der Saud schloss 1744 ein Bündnis mit Muhammad ibn ʿAbd al-Wahhāb, dem Begründer der Wahhabiten. Ibn Saud versprach in seinem künftigen Reich die wahhabitische Interpretation von Koran und Sunna als alleingültig durchzusetzen, ibn Abd al-Wahhab hingegen sicherte zu, den Herrschaftsanspruch des saudischen Herrschers religiös zu legitimieren. Durch diese bis heute bestehende Verbindung der Verbreitung des Islams in wahhabitischer Sichtweise und der Machtinteressen der Saud-Familie begannen Stämme aus dem Hochland Nadschd mit der Unterwerfung der Beduinenstämme und zogen bald darauf gegen die Randgebiete der arabischen Halbinsel. Nach einem Feldzug gegen Kerbela, wo sie 1802 Tausende von Einwohnern töteten und den Imam-Husain-Schrein plünderten, eroberten sie 1803 die unter dem Schutz des Osmanischen Reichs stehenden Städte Mekka und Medina.
Das Osmanische Reich, das sich mitten in einer Umbruchphase befand und mit Kriegen gegen Europa und Russland ausgelastet war, reagierte erst spät. Der osmanische Sultan Mahmud II. wollte die neue Macht in Zentral-Arabien einschränken und erteilte seinem ägyptischen Statthalter Muhammad Ali Pascha fünf Jahre später den Befehl, einen Feldzug gegen die Saudis durchzuführen. Der Befehlshaber der ägyptischen Armee war ab 1816 Ibrahim Pascha, der Sohn von Muhammad Ali Pascha.

## Kriegsverlauf
Die Osmanen hatten schon 1812 und 1813 Medina und Mekka zurückerobert und bereiteten sich auf einen Feldzug in den Nadschd vor, dafür wurden auch Serratkuli mobilisiert.
Allerdings hatten die osmanischen Truppen aus Ägypten (20.000 Mann) große Nachschubprobleme, die erst gelöst werden konnten, nachdem Muhammad Ali Pascha das Kommando in Arabien übernahm. Im Januar 1815 gelang es Muhammad Ali, den Saudis unter Faisal zwischen Turaba und Kulakh im Naschd eine schwere Niederlage beizubringen, zuvor hatte die Osmanische Armee bereits sechs Gefechte für sich gewinnen können. Die Eroberung von Dirʿiyya, der damaligen Hauptstadt des Saudi-Reiches, konnte aber zunächst verhindert werden, da Muhammad Ali durch Unruhen der Mamlucken in Ägypten abgelenkt wurde und mit Abdallah I. einen Friedensvertrag abschloss.
1817 ließ Muhammad Ali den Krieg durch seinen Stiefsohn Ibrahim Pascha fortsetzen, dem schon im Mai ein Erfolg über Abdallah I. gelang. Im März 1818 erreichten die osmanischen Truppen unter Ibrahim Diriyya und erzwangen nach sehr heftigen Kämpfen und sechs Monate dauernder Belagerung mit schwerer Artillerie im September die Kapitulation der Stadt. Abdallah I. ibn Saud geriet in ägyptische Gefangenschaft und wurde an die Osmanen ausgeliefert. Am 17. Dezember 1818 erfolgte in Istanbul seine Hinrichtung durch Enthauptung mit einem Schwert, zuvor wurde er von einem Gericht wegen „Korruption auf Erden“, „Spaltung von Muslimen“ und „Rebellion gegen den Kalifen“ zum Tode verurteilt. Ein Großteil des Saudi-Clans wurde von Ibrahim nach Kairo und Istanbul deportiert. Im folgenden Jahr wurde Diriyya von der Osmanischen Armee vollständig zerstört. Die ruinösen Ortsteile al-Turaif und Ghasiba sind heute ein Ziel für einheimische Touristen in Saudi-Arabien.